# Linda Darnell
Linda Darnell (Dallas, 16 d'octubre de 1923 − Chicago, 10 d'abril de 1965), de nom Monetta Eloyse Darnell, va ser una actriu estatunidenca. Va començar en el cinema als 16 anys a Hotel for Women (1939); va tenir primers papers femenins a diverses pel·lícules dels anys 1940 i del començament dels anys 1950.

## Biografia
Linda Darnell va néixer en una família pobra de Texas. Empesa per la seva mare, fa un començament precoç com a model, la seva mare declara que té 16 anys quan no en té més que onze. Més tard, fa els seus primers passos com a actriu, interpretant petits papers en teatres aficionats.
El 1937, es presenta a un càsting a Dallas, organitzat per caçadors de talents de la 20th Century Fox. Però no té més que catorze anys i els del càsting, que la troben massa jove, no l'escullen. Destaca tanmateix gràcies a la seva bellesa excepcional i Darryl F. Zanuck, el gran patró de la Fox en persona, la recorda dos anys més tard. La Fox fa trampes sobre la seva data de naixement i li fa signar un contracte el 1939 - Linda té 16 anys.
Completa els seus estudis a la Central High School de Los Angeles, mentre que la Fox li canvia el seu nom.

### L'estrella fugaç

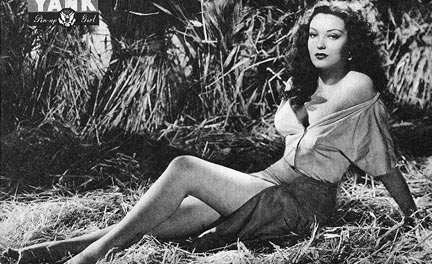
Linda Darnell a Yank Magazine.

#### Començaments romàntics
El seu inici és fulgurant. Roda després d'algunes setmanes, en un paper secundari Hotel for women. El mateix any fa parella amb la principal estrella masculina de la Fox, Tyrone Power, a Dinar de negocis, enllaça altres tres pel·lícules amb ell: Brigham Young, i sobretot The Mark of Zorro (1940), clàssic del cinema d'aventures, i el brillant Blood and Sand on de dolça esposa abandonada enfrontant-se a la temptadora Rita Hayworth.

#### Els prodigiosos anys 1940
Linda té un quart de sang amerindi, el seu avi era cherokee, i va ser molt de temps condemnada a papers exòtics lligats a la representació estereotipada d'una bellesa morena «fatal» i «típica». Interpreta una espanyola a The Mark of Zorro i a Blood and Sand; una índia a Buffalo Bill; una mexicana a My Darling Clementine; una eurasiàtica a Anna i el rei de Siam.
Malgrat això, els anys 1940 són prodigiosos, roda amb els principals directors, Henry Hathaway, Rouben Mamoulian, Henry King, Douglas Sirk, William A. Wellman, René Clair, Otto Preminger, John Ford, Preston Sturges, Joseph L. Mankiewicz, amb companys tan brillants com George Sanders, Laird Cregar, Rex Harrison, Richard Widmark o Charles Boyer, Anne Baxter o Veronica Lake.
Després de les pel·lícules de Mamoulian destaca en ella sobretot en una excel·lent comèdia fantàstica, It Happened Tomorrow del director francès, llavors exiliat a Hollywood, René Clair. Trenca llavors la seva imatge de dona dolça (ha interpretat fins i tot la Verge Maria a The Song of Bernadette per encarnar les dones venals en sumptuoses pel·lícules negres, gènere de moda en aquell temps, com l'original Fallen Angel d'Otto Preminger que observa la província americana d'una manera freda i lúcida i Hangover Square, melodrama barroc d'atmosfera mòrbida i de malson.
El 1946, torna al western i fa una composició destacada en el paper de Chihuahua al costat de Henry Fonda i Victor Mature en una obra mestra de John Ford, My Darling Clementine.
Dos directors particularment li donen els papers més bonics de la seva carrera. Primer Otto Preminger amb qui roda quatre pel·lícules. Després Fallen Angel i Centennial Summer (pel·lícula musical), interpreta el paper de la protagonista de Forever Amber, heroïna del best seller històric de Kathleen Winsor, malgrat una competència acarnissada: Peggy Cumming (acomiadada després d'alguns dies de rodatge), Lana Turner (la tria de Preminger però la MGM es nega a deixar-la), Susan Hayward entre d'altres. La seva emocionant fotogènia és transcendida a Forever Amber en un paper difícil perfectament interpretat de principi a final. És aquest emocionant melodrama costumista, gran èxit comercial, que li dona els seus galons d'estrella i el renom internacional. Roda amb Preminger The 13th Letter, un remake de la pel·lícula Le Corbeau de Henri-Georges Clouzot, on succeeix a Ginette Leclerc.

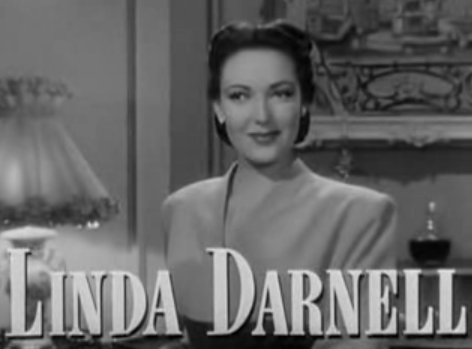
Linda Darnell a A Letter to Three Wives (1949)

El 1949, després d'una brillant i sofisticada comèdia de Preston Sturges, Unfaithfully Yours, és la trobada amb el gran director Joseph L. Mankiewicz per a una de les seves millors pel·lícules: A Letter to Three Wives, on rivalitza amb Jeanne Crain i Ann Sothern.
La pel·lícula triomfarà en els oscars amb dues figuretes, l'una per al millor guió i l'altre per a la millor escenificació que aniran totes dues a Joseph L. Mankiewicz. En fase de separació del seu primer marit, el director de fotografia J. Peverell Marley, Linda Darnell s'enamora del director durant el rodatge i viuran una relació tumultuosa durant sis anys.

### Un final tràgic
Decepció
És de nou dirigida per Mankiewicz a No Way Out, pel·lícula sobre la discriminació racial, però la seva relació s'acaba després que el director es nega a confiar-li el paper de Maria Vargas (que sembla inspirat per ella tant com per Rita Hayworth o Ava Gardner) a La comtessa descalça. En efecte, la que Mankiewicz havia dirigit a A Letter to Three Wives i No Way Out estava persuadida que el paper de Maria Vargas era per ella. No només perquè detestava les sabates i tenia el costum de caminar peus nus, sinó sobretot pel fet que el guió havia estat escrit per Mankiewicz a Glen Cove, Long Island, la majoria del temps en el seu dormitori i amb la seva ajuda.
L'actriu sempre ha dit que Mankiewicz li havia promès cridar-la quan els contractes s'establissin. Va tornar tranquil·litzada a Los Angeles…; i va saber pel diari que Ava Gardner tindria el paper. Aquesta traïció va provocar la seva ruptura. Malgrat això, l'actriu declararà sempre que Mankiewicz havia estat el gran amor de la seva vida.
Declivi precoç
Però malgrat la seva carrera, les obres mestres, els grans directors i el seu estatus d'estrella, els anys negres comencen.
El 1951, la Fox no renova el seu contracte. Segura del seu renom, la RKO la contracta per a algunes pel·lícules entre les quals l'eficaç pel·lícula de pirates El pirata Barbanegra de Raoul Walsh amb el truculent Robert Newton i en una pel·lícula de suspens panteixant Second Chance amb Robert Mitchum.
Però, curiosament als 31 anys, Linda Darnell no roda més que a pel·lícules menors, la decadència serà ràpida i l'actriu s'enfonsarà en l'alcoholisme. Després de dues pel·lícules italianes realitzades pel seu company Giuseppe Amato el 1955, torna amb un cert èxit al teatre i interpreta una desena peces com Tea and simpatia, Janus o també Late love. Roda igualment alguns episodis de sèries a la televisió.
Linda Darnell torna al cinema el 1964 amb la seva última pel·lícula Black spurs. No va veure mai aquesta pel·lícula, ja que, mentre que mirava a la televisió una de les seves antigues pel·lícules Star Dust, es va declarar un incendi a causa d'una cigarreta mal apagada. L'actriu, anomenada "l'àngel de Hollywood" per la premsa, és cremada viva i mor de les seves ferides el 10 d'abril de 1965, 33 hores més tard a l'hospital en mig d'atroços sofriments.

### Vida privada
El 1944, es casa amb el director de fotografia J. Peverell Marley amb qui va coincidir al rodatge de la seva primera pel·lícula Hotel for Women , i adoptarien una nena, Charlotte Mildred, el 1948.
Se li suposen relacions amb Howard Hughes, Tyrone Power, Dana Andrews, el director italià Giuseppe Amato, i s'enamora del director Joseph L. Mankiewicz amb qui viu una relació fins al 1954 i que s'hauria inspirat en ella per al guió de La comtessa descalça. Després del seu divorci el 1951, fa un matrimoni llampec amb un ric cerveser Phillip Liebman (1954-1955), després el 1957 amb Merle Roy Robertson, un pilot de línia, de qui es va divorciar el 1963.

## Filmografia
- 1939: Hotel for Women de Gregory Ratoff amb Ann Sothern
- 1939: Daytime Wife de Gregory Ratoff
- 1940: Star Dust de Walter Lang
- 1940: Brigham Young de Henry Hathaway
- 1940: The Mark of Zorro de Rouben Mamoulian
- 1940: Chad Hanna de Henry King
- 1941: Blood and Sand de Rouben Mamoulian
- 1941: Rise and Shine d'Allan Dwan
- 1942: The Loves of Edgar Allan Poe de Harry Lachman amb Shepperd Strudwick
- 1943: City Without Men de Sidney Salkow
- 1943: The Song of Bernadette de Henry King
- 1944: Buffalo Bill de William Wellman
- 1944: It Happened Tomorrow de René Clair
- 1944: Summer Storm de Douglas Sirk
- 1944: Sweet and Low-Down d'Archie Mayo amb Benny Goodman, Jack Oakie
- 1945: Hangover Square de John Brahm
- 1945: The Great John L. de Frank Tuttle
- 1945: Fallen Angel d'Otto Preminger
- 1946: Anna i el rei de Siam (Anna and the King of Siam) de John Cromwell
- 1946: Centennial Summer d'Otto Preminger
- 1946: My Darling Clementine de John Ford
- 1947: For Ever Amber d'Otto Preminger
- 1948: The Walls of Jericho de John M. Stahl
- 1948: Unfaithfully Yours de Preston Sturges
- 1949: A Letter to Three Wives de Joseph L. Mankiewicz
- 1949: Slattery's Hurricane d'André De Toth
- 1949: Everybody Does It d'Edmund Goulding
- 1950: No Way Out de Joseph L. Mankiewicz
- 1950: Two Flags West de Robert Wise
- 1951: The 13th Letter d'Otto Preminger
- 1951: The Guy Who Came Back de Joseph M. Newman amb Paul Douglas, Joan Bennett
- 1951: The Lady Pays Off de Douglas Sirk
- 1952: Island of Desire de Stuart Heisler
- 1952: Night Without Sleep de Roy Ward Baker amb Gary Merrill, Hildegard Knef
- 1952: El pirata Barbanegra (Blackbeard the Pirate) de Raoul Walsh
- 1953: Perseguida (Second Chance) de Rudolph Maté
- 1955: Donne Proibite de Giuseppe Amato amb Valentina Cortese, Giulietta Masina, Anthony Quinn, Lea Padovani
- 1955: This Is My Love de Stuart Heisler amb Dan Duryea
- 1955: Gli Ultimi Cinque Minuti de Giuseppe Amato amb Vittorio De Sica, Peppino De Filippo, Rossano Brazzi, Nadia Gray
- 1956: Dakota Incident de Lewis R. Foster amb Dale Robertson
- 1957: Homeward Borne amb Richard Kiley
- 1957: Zero Hour de Hall Bartlett
- 1965: Black Spurs de R.G. Springsteen amb Rory Calhoun, Richard Arlen
- 1959: Sing Something Simple amb Efrem Zimbalist Jr.
- 1964: Who Killed His Royal Highness? de Don Weis amb Gene Barry

## Televisió
- 1956: Deception amb Trevor Howard, John Williams
- 1956: White Corridors de Ted Post
- 1957: Homeward Borne d'Arthur Hiller amb Richard Kiley
- 1958: The Dora Gray Story d'Arnold Laven amb Ward Salt
- 1958: Free Ride de David Greene amb Sidney Blackmer, Jackie Coogan, Ralph Meeker, Keenan Wynn
- 1958: Kid on a Calico Horse amb George Montgomery, Audrey Totter, Dean Stockwell